# 廖洛泰尔梅
廖洛泰尔梅是意大利艾米利亚-罗马涅大区拉韦纳省的一个镇，面积44.5平方公里，2006年人口5,556人。